# Bernhard Scholz
Bernhard Ernst Scholz (ur. 30 marca 1835 w Moguncji zm. 26 grudnia 1916 w Monachium) – niemiecki kompozytor i dyrygent.

## Życiorys
Uczył się u Ernsta Pauera w Moguncji, Siegfrieda Dehna w Berlinie i Antonio Sangiovanniego w Mediolanie. Początkowo wykładał w konserwatorium w Monachium, później działał jako dyrygent w Norymberdze i Zurychu. W latach 1859–1865 był drugim kapelmistrzem na dworze w Hanowerze, w sezonie 1865–1866 dyrygował Società Cherubini we Florencji. W następnych latach działał jako dyrygent i pedagog w Berlinie. Od 1871 do 1882 roku dyrygował koncertami Orchesterverein we Wrocławiu. W 1883 roku został, jako następca Joachima Raffa, dyrektorem konserwatorium we Frankfurcie nad Menem, na którym to stanowisku pozostał do przejścia na emeryturę w 1908 roku. Opublikował podręcznik Lehre vom Kontrapunkt und der Nachahmung (Lipsk 1904). 
Był zwolennikiem neoklasycyzmu w muzyce, w 1860 roku wspólnie z Johannesem Brahmsem, Juliusem Otto Grimmem i Josephem Joachimem podpisał manifest przeciwstawiający się twórczości szkoły nowoniemieckiej. Jego utwory cechują się dbałością o piękno formy i dopracowaniem szczegółów. Skomponował opery Carlo Rosa (wyst. Monachium 1858), Ziethen’sche Husaren (wyst. Wrocław 1869), Morgiane (wyst. Monachium 1870), Golo (wyst. Norymberga 1875), Der Trompeter von Sakkingen (wyst. Wiesbaden 1877), Die vornehmen Wirte (wyst. Lipsk 1883), Ingo (wyst. Frankfurt nad Menem 1898), Anno 1757 (wyst. Berlin 1903) i Mirandolina (wyst. Darmstadt 1907), ponadto 2 symfonie, Koncert fortepianowy, 2 kwartety smyczkowe, Kwintet smyczkowy, Kwintet fortepianowy, 2 tria fortepianowe, 3 sonaty skrzypcowe, 5 sonat wiolonczelowych.